# Pseudaelurus
Pseudaelurus – wymarły rodzaj ssaka z rodziny kotowatych (Felidae).

## Charakterystyka
Zróżnicował się na co najmniej kilkanaście gatunków i prawdopodobnie dał początek wszystkim późniejszym gałęziom kotowatych. Rodzaj ten rozprzestrzenił się z Europy na tereny Azji, Ameryki Północnej i prawdopodobnie Afryki. Prawdopodobnym przodkiem Pseudaelurus był Proailurus lemanensis.
Pseudaelurus dał początek dwóm najważniejszym grupom kotowatych, szablastozębnym machajrodonom (Machairodontinae) oraz stożkozębnym kotom. Wśród tych ostatnich wyodrębniła się potem jeszcze dwie gałęzie – pantery (Pantheriinae) i koty (Felinae).

## Etymologia
- Pseudaelurus: gr. ψευδος pseudos „fałszywy”; αιλουρος ailouros „kot”[6].
- Parapseudailurus: gr. παρα para „blisko, obok”[7]; rodzaj Pseudaelurus Gervais, 1850. Gatunek typowy: Parapseudailurus osborni Kretzoi, 1929.
- Sansanailurus: Sansan, Francja; rodzaj Pseudaelurus Gervais, 1850. Gatunek typowy: Felis hyaenoides Lartet, 1838 (= Felis quadridentata de Blainville, 1843).

## Podział systematyczny
Do rodzaju należały następujące gatunki:
- Pseudaelurus cuspidatus Wang, Ye, Meng, Wu, Liu & Bi, 1998
- Pseudaelurus guangheensis Cao, Du, Zhao & Cheng, 1990
- Pseudaelurus quadridentatus (de Blainville, 1843)
- Pseudaelurus romieviensis Roman & Viret, 1934

Gatunki o niejasnej pozycji systematycznej (nomen dubium):
- Parapseudailurus khomenkoi Kretzoi, 1938
- Parapseudailurus osborni Kretzoi, 1929
- Pseudaelurus pontopersicus Kretzoi, 1929